# Данн, Шэннон
Шэ́ннон Данн-Даунинг (англ. Shannon M. Dunn-Downing ; 26 ноября 1972 года, Арлингтон-Хайтс, США) — американская сноубордистка, выступавшая в хафпайпе.
- Бронзовый призёр зимних Олимпийских игр в хафпайпе (1998);
- Двукратная чемпионка X-Games в хафпайпе/суперпайпе (1997, 2001);
- Двукратный серебряный призёр X-Games: в хафпайпе (1999) и слоупстайле (2001);
- Победительница и многократный призёр этапов Кубка мира в хафпайпе (всего - 3 подиума, в том числе - 1 победа).